# Ilarja Zarka
Ilarja Zarka (* 1. Oktober 2001 in Fier) ist eine albanische Fußballspielerin.

## Karriere

### Verein
Seit 2018 steht Zarka beim albanischen KFF Vllaznia unter Vertrag. Mit Vllaznia nahm sie mehrfach an der UEFA Women’s Champions League teil.

### Nationalmannschaft
Ihr Debüt für die albanische Nationalmannschaft gab Zarka am 9. April 2021 in einem Freundschaftsspiel gegen Bosnien und Herzegowina, als sie für Arbenita Curraj eingewechselt wurde. Bis 2025 bestritt sie zwei Länderspiele.